# Salón de la Independencia

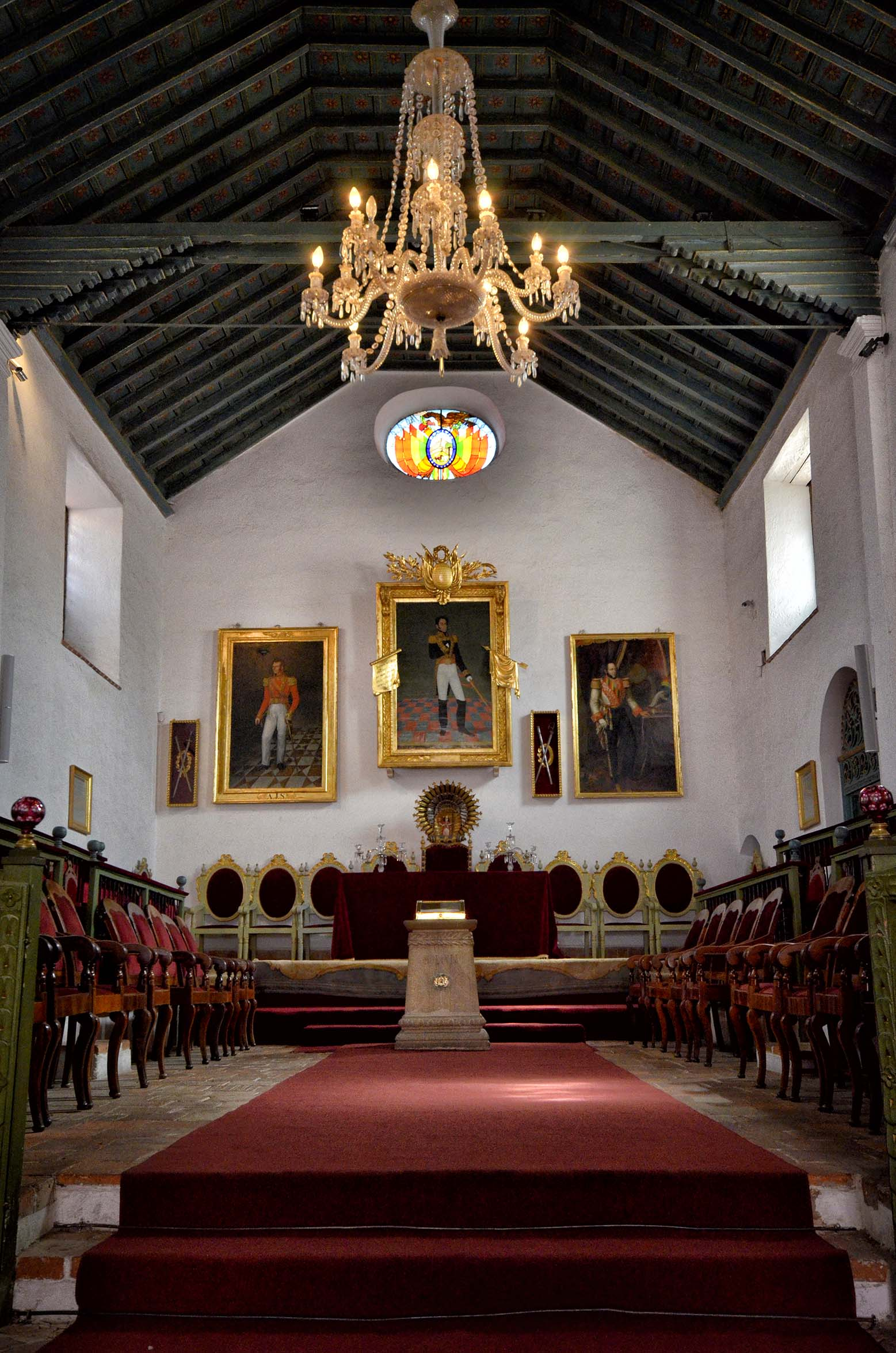
Salón de la Independencia.

El Salón de la Independencia es uno de los ambientes principales de la Casa de la Libertad, ubicada en la ciudad de Sucre, Bolivia. Actualmente forma parte del Centro Cultural Casa de la Libertad que depende de la Fundación Cultural Banco Central de Bolivia.
Asimismo, es considerado uno de los espacios más representativos del edificio, debido a su relevancia histórica en la proclamación de la independencia de Bolivia y su papel simbólico en la construcción de la bolivianidad.

## Historia
Fue originalmente la Capilla Doméstica de los jesuitas. Tras su expulsión en el siglo XVIII, el espacio fue reutilizado como Sala Mayor o Aula Magna de la Universidad Pontificia San Francisco Xavier, institución fundada por la Compañía de Jesús.
En esta sala se graduaron varios de los protagonistas de las revoluciones de Chuquisaca, La Paz y Quito en 1809, así como la de Buenos Aires en 1810. También egresaron de esta institución numerosos los diputados que firmaron el Acta de la Independencia de las Provincias Unidas del Río de la Plata (Tucumán 1816) y de la Declaración de independencia del Alto Perú (Sucre, 1825).
A raíz de estos hechos históricos, el espacio recibió la denominación de Salón de la Independencia. En este lugar se llevó a cabo Asamblea Deliberante que proclamó la independencia de Charcas y creó la República de Bolivia. Posteriormente, entre 1825 y 1898, funcionó como sede del Congreso Nacional, donde se sancionaron diversas leyes fundamentales y prestaron juramento varios presidentes de la República, entre ellos el mariscal Antonio José de Sucre.
En 1975, con motivo del sesquicentenario de la fundación de Bolivia, se realizaron obras de restauración en el edificio. Durante estos trabajos se retiraron elementos añadidos que habían alterado el diseño arquitectónico original del salón.

## Descripción

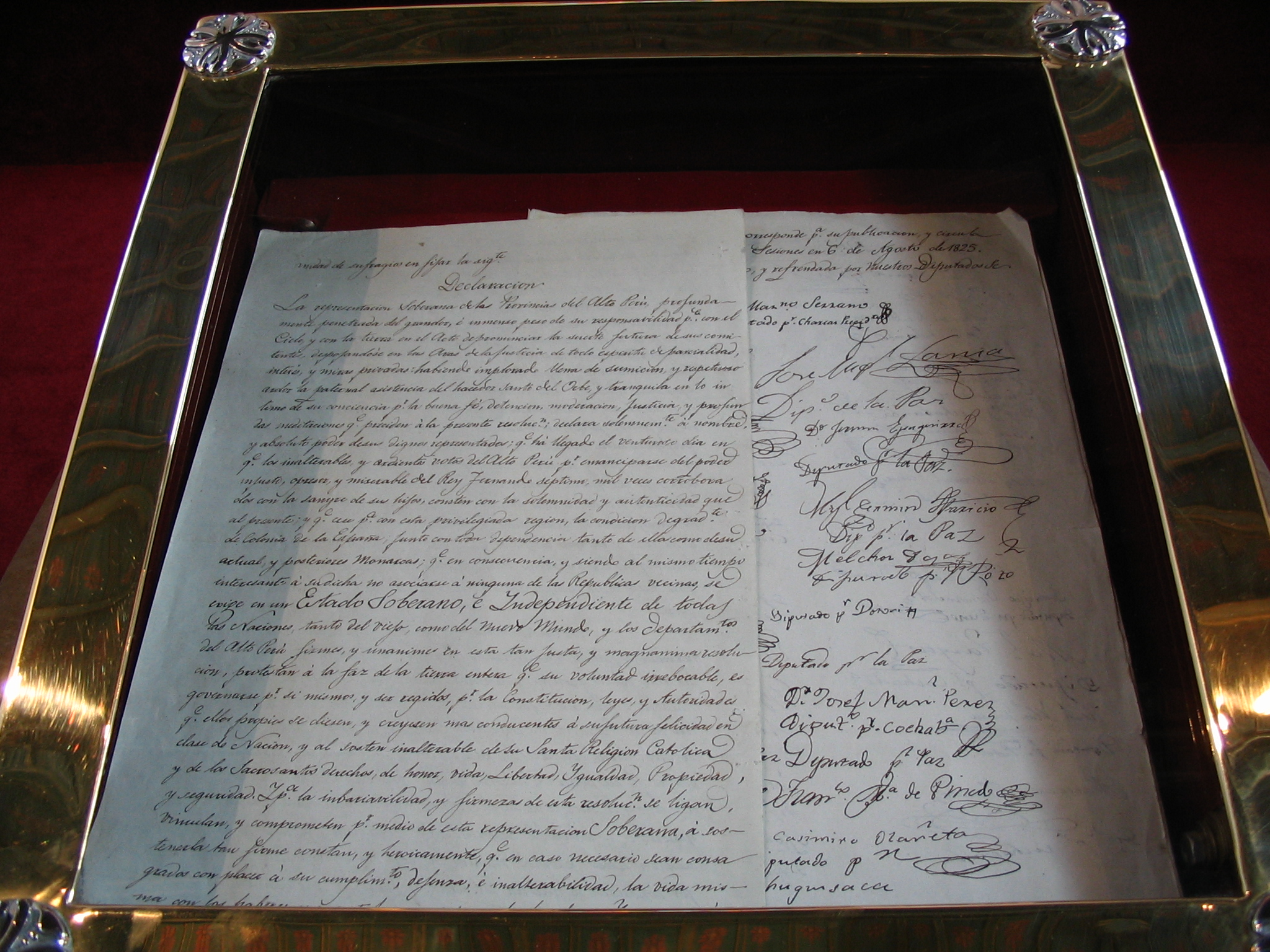
Acta de la Independencia de Bolivia en la Casa de la Libertad, Sucre.

Este salón se halla presidido por un gran retrato de Simón Bolívar, pintado en Lima por Gil de Castro, flanqueado a su derecha por la efigie del Mariscal Antonio José de Sucre y a su izquierda por la del General José Ballivián, vencedor en Ingavi del ejército peruano que invadió el territorio boliviano. Junto al retrato de Sucre se guarda en una urna la espada guerrera que empuñó victoriosamente en Ayacucho. La efigie de Ballivián tiene a su derecha la espada de Ingavi, guardada también en una urna.
Detrás de la gran mesa de la testera, cubierta de paño rojo, se ubica el solio que ocupa el Arzobispo de La Plata en los actos académicos de la Universidad.
El artesonado mudéjar de la antigua capilla jesuítica, rojo y verde es del siglo XVII, así como la sillería adosada a las paredes laterales en lo alto de patillas. En este salón se destaca el coro, tallado y dorado a la hoja hace tres siglos. También se conserva un óculo de alabastro incrustado en la madera del coro alto. Originalmente existía otro óculo superior, también de alabastro, que se desprendió durante una sesión legislativa el 12 de agosto de 1898. Fue reemplazado en 1945 por un vitral con el escudo de Bolivia.
Al pie de la sillería adosada a las paredes se ubican escaños de la Universidad Jesuítica, en verde y dorado, que se destinaban para el uso de invitados especiales a las ceremonias realizadas en el magnífico recinto.
Sobre una columna de granito se exhibe en una urna el Acta de la Independencia del Alto Perú, documento de altísimo valor, matriz de la creación de la República de Bolivia.